# Güija

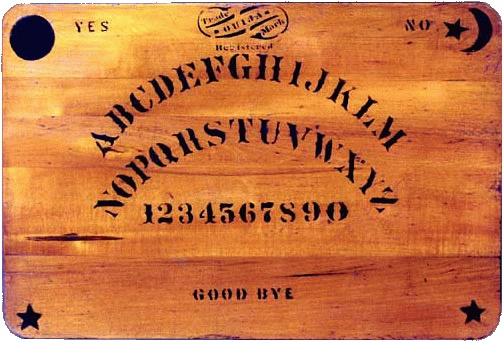
Tablero original de la güija creado en 1891.

La güija (según la grafía recomendada por la RAE) o ouija (del inglés "ouija", pronunciado /ˈwiːd͡ʒə/ o /ˈwiːd͡ʒi/) es un tablero de madera que tiene alfabeto y números con el que se puede establecer un supuesto contacto con espíritus que no pertenecen al plano terrenal.

## Descripción

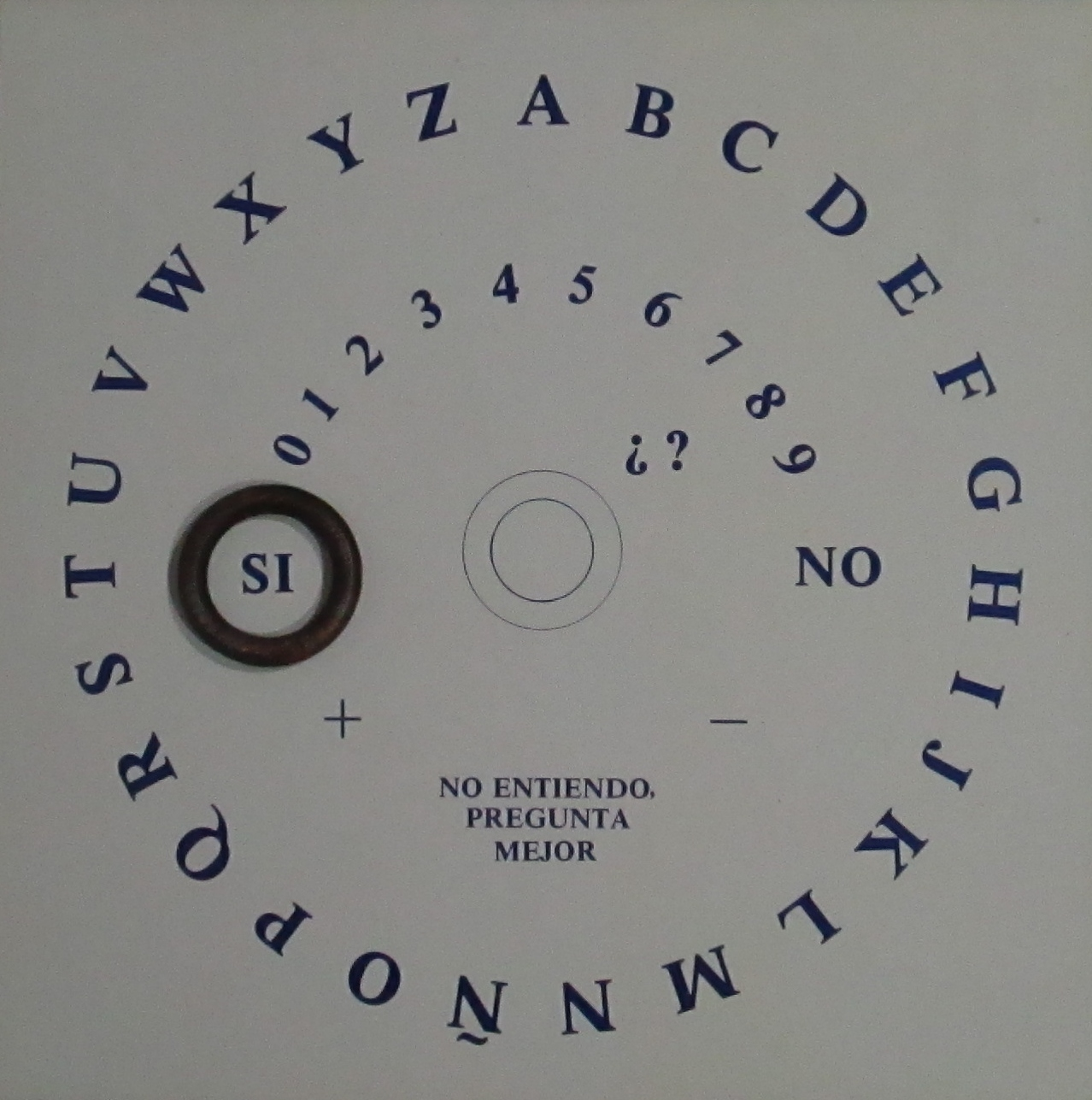
Tablero güija en español.

Con o sin entrar en un trance mental, la güija tiene como objetivo que las personas que integran la sesión se contacten con espíritus o «almas en pena», difuntos y también demonios, es decir, ángeles que cayeron en desgracia antes de que Dios crease al humano.
En medio del tablero de juego, hay un puntero móvil. Puede ser triangular o no, o también un vaso vacío. Los jugadores ponen sus dedos índices sobre el triángulo. A un lado del tablero hay un "Sí", y al otro un "No"; arriba un "Hola" y abajo un "Adiós". También usa un alfabeto puesto en círculo, arcos, horizontal o mixto. Para comenzar la sesión, cada jugador hace una pregunta y espera que el puntero sea movido hasta una letra, luego a otra y así, hasta formar una palabra coherente.
La idea es que la gente que participe lo haga de forma seria y honesta, sincera, creyendo en la realidad espiritual sin tomarla a broma, ni buscando jugar una, porque el fin u objetivo al que apunta el uso del tablero es que alguna entidad, un ser viviente espiritual, aún invisible y no perceptible, se manifieste en el puntero o recipiente utilizado, para precisamente comunicarse mediante el acto de moverlo a cada letra requerida y así formar palabras y luego quizás frases. De ese modo, hasta donde el ser invisible quiera o le sea permitido, les podrá transmitir a los participantes, o parte de ellos, lo que desee o le sea indicado.

## Historia

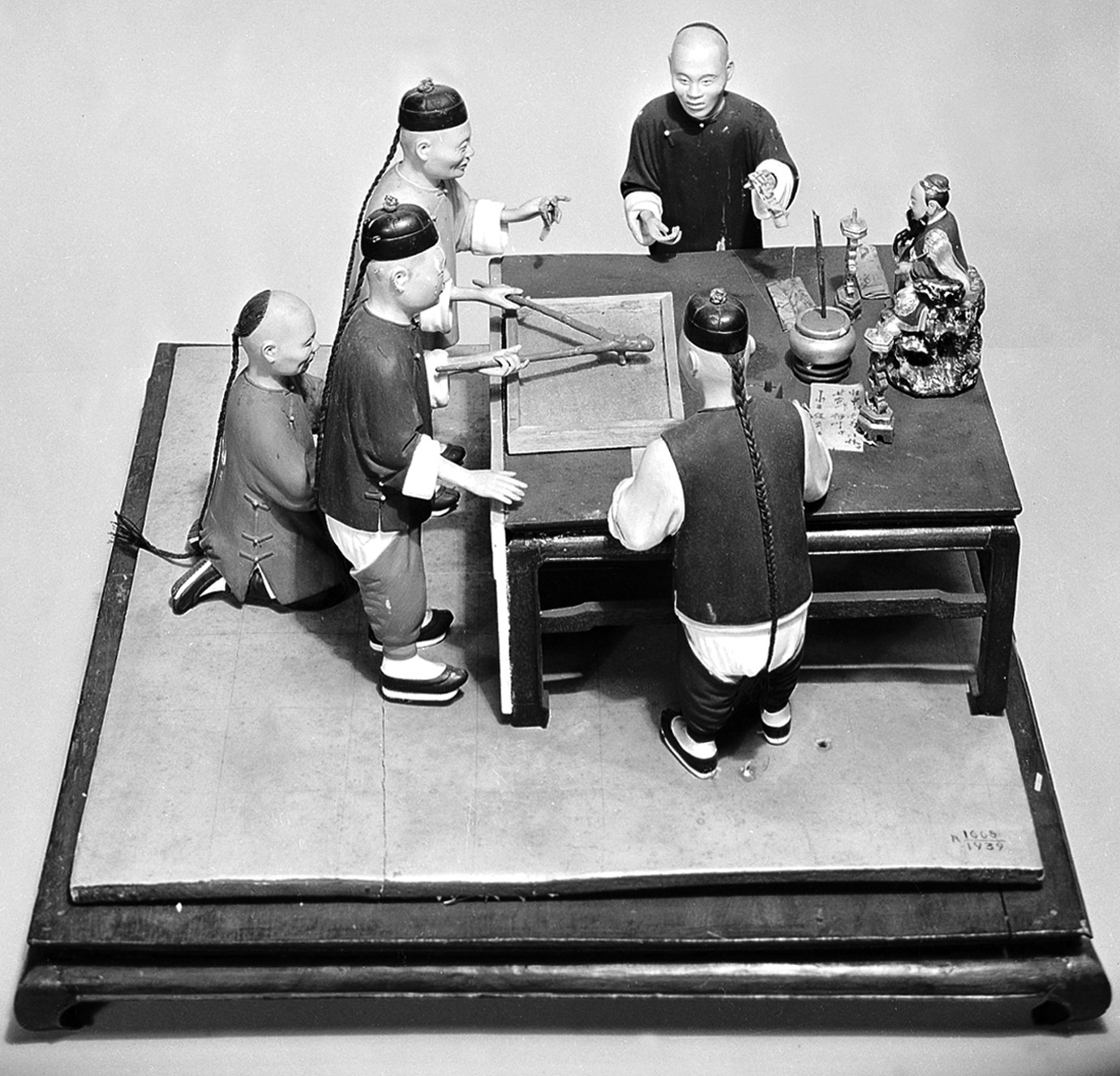
Maqueta de una escena que representa el uso de una Ouija en una sesión espiritista.

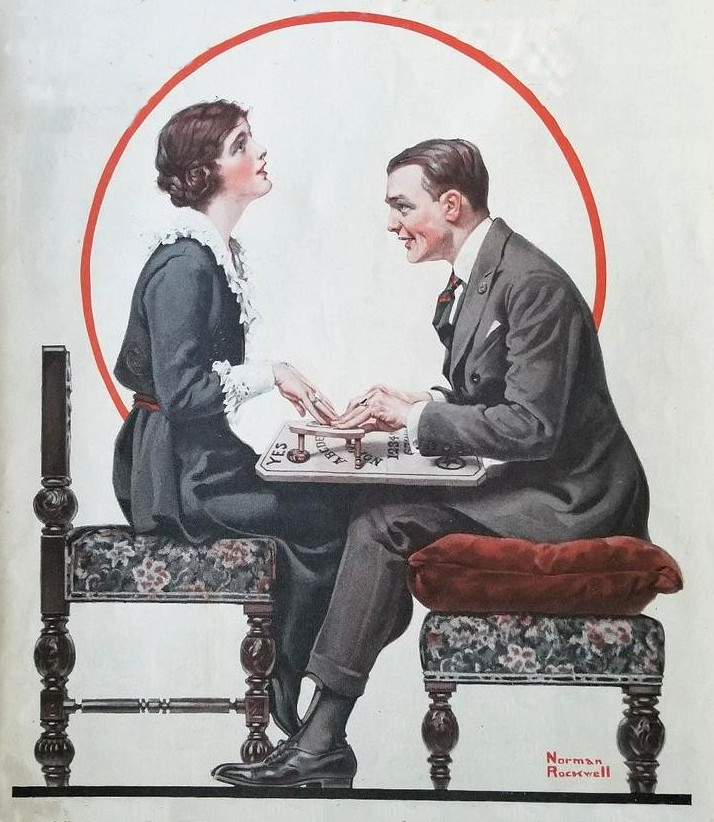
Portada de Norman Rockwell de la edición del 1 de mayo de 1920 de The Saturday Evening Post, que muestra el uso de un tabla Ouija en una sesión espiritista.

La güija tiene muchas similitudes con la zairagia, un antiguo sistema de adivinación árabe que se practica pintando letras del alfabeto dentro de unos círculos que representan las esferas celestes. Las divisiones de cada círculo se extienden hasta su centro y llevan el nombre de rayos. En cada rayo vemos inscrita una letra, cada una de las cuales tiene un valor numérico. Para hacer una consulta se deben partir de las letras que forman la pregunta y de la situación astronómica en el momento en que se hace la pregunta, luego se transponen estos datos en factores numéricos que a su vez serán transformados en letras y así darán una respuesta.
El tablero güija tiene un origen impreciso, en la moda espiritista de hacia finales del siglo XIX que dio lugar a una patente registrada el 10 de mayo de 1880 declarando al estadounidense Elijah Jefferson Bond como su inventor y a Theresa Maupin y Charles W. Kennard como titulares. No está claro si Bond o los titulares inventaron realmente algo o simplemente patentaron  una de las muchas planchettes (‘planchitas’) o «tablas parlantes»[cita requerida] para comunicarse con los espíritus que circulaban por Europa y Estados Unidos. 

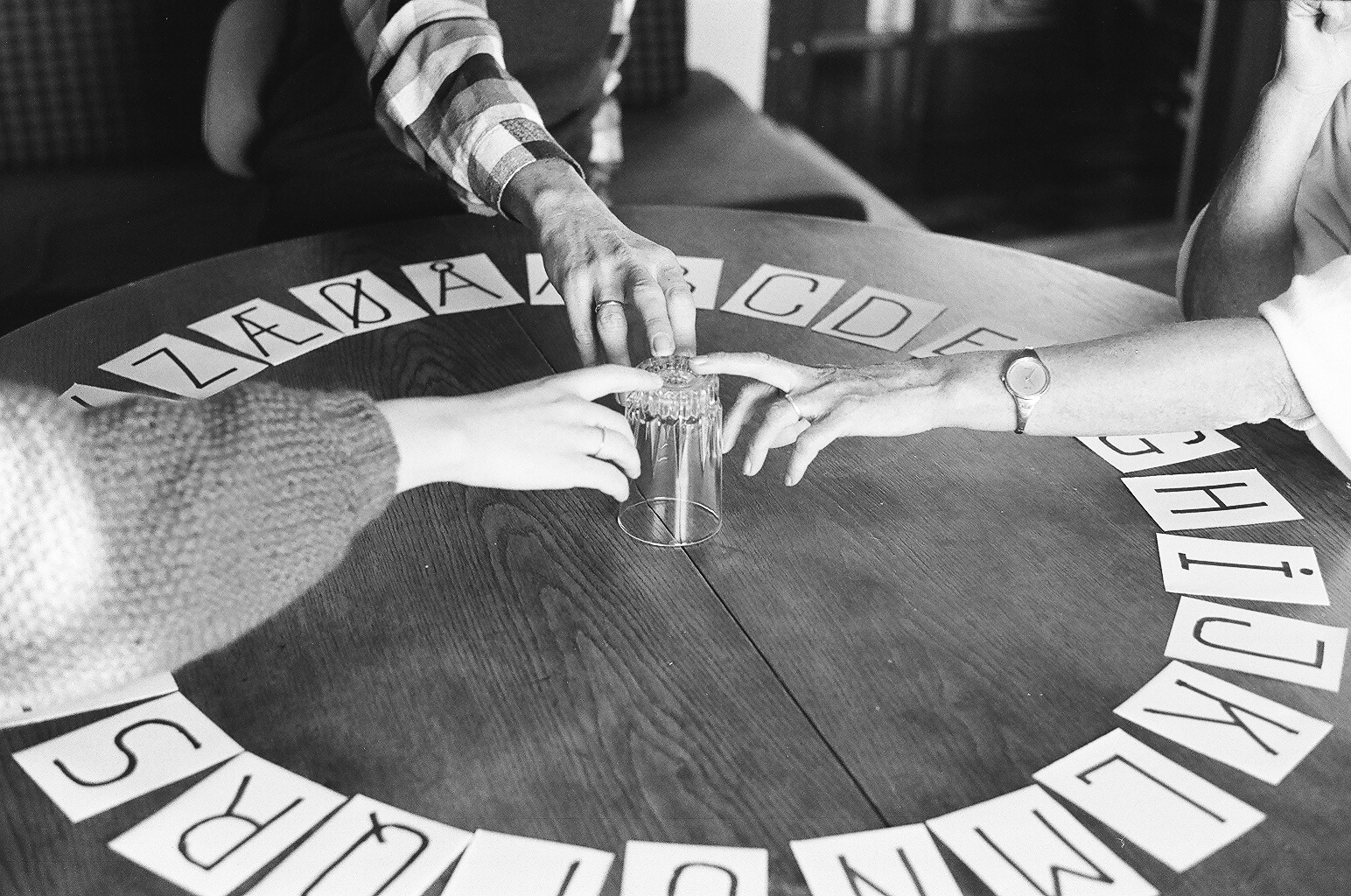
Sesión de espiritismo con tabla ouija no comercial.

En todo caso, Kennard creó la empresa para la fabricación del tablero y comenzó a vender los primeros ejemplares en 1890. Kennard inventó asimismo el nombre ouija, afirmando que era una antigua palabra egipcia que significaba ‘mala suerte’. Afirmaba que su origen se remontaba hasta el antiguo Egipto, aunque no presentó ninguna evidencia que probara tal afirmación. 
Posteriormente, la patente fue vendida a William Fuld, antiguo empleado de Kennard, cuya compañía comercializó el juguete hasta que Parker Brothers adquirió los derechos en 1966. Fue Fuld quien afirmó que la palabra ouija era una mezcla de los vocablos oui y ja, que significan ‘sí’ en francés y alemán, respectivamente. Actualmente, otras empresas comercializan este tablero, que en inglés se llama witchboard (‘tablero de bruja’) y fue creada por la empresa MISIS.

## Críticas

### El experimento Bayou
En un experimento realizado por el profesor de secundaria Larry Bayou, en el cual los participantes no veían las letras que señalaban, no se formó ni una sola palabra coherente en el tiempo que duró la prueba. Esto demostraría que son los participantes quienes realmente crean las palabras (ya sea de manera voluntaria o inconsciente), y que por lo tanto necesitan ver el tablero.
Esto da pie a la teoría de la acción ideomotriz, es decir, el movimiento del vaso (o pieza que sirva de marcador o puntero) se lograría mediante pequeñas presiones de los dedos de cada participante.

### Religión
Desde el punto de vista religioso, la crítica apunta no a la falta de efectividad del tablero güija, sino precisamente a su efecto. Según algunas corrientes religiosas, jugar al tablero güija equivale a dar paso a entidades sobrenaturales malignas del más allá, que pueden causar daño a los jugadores.

#### Cristianismo

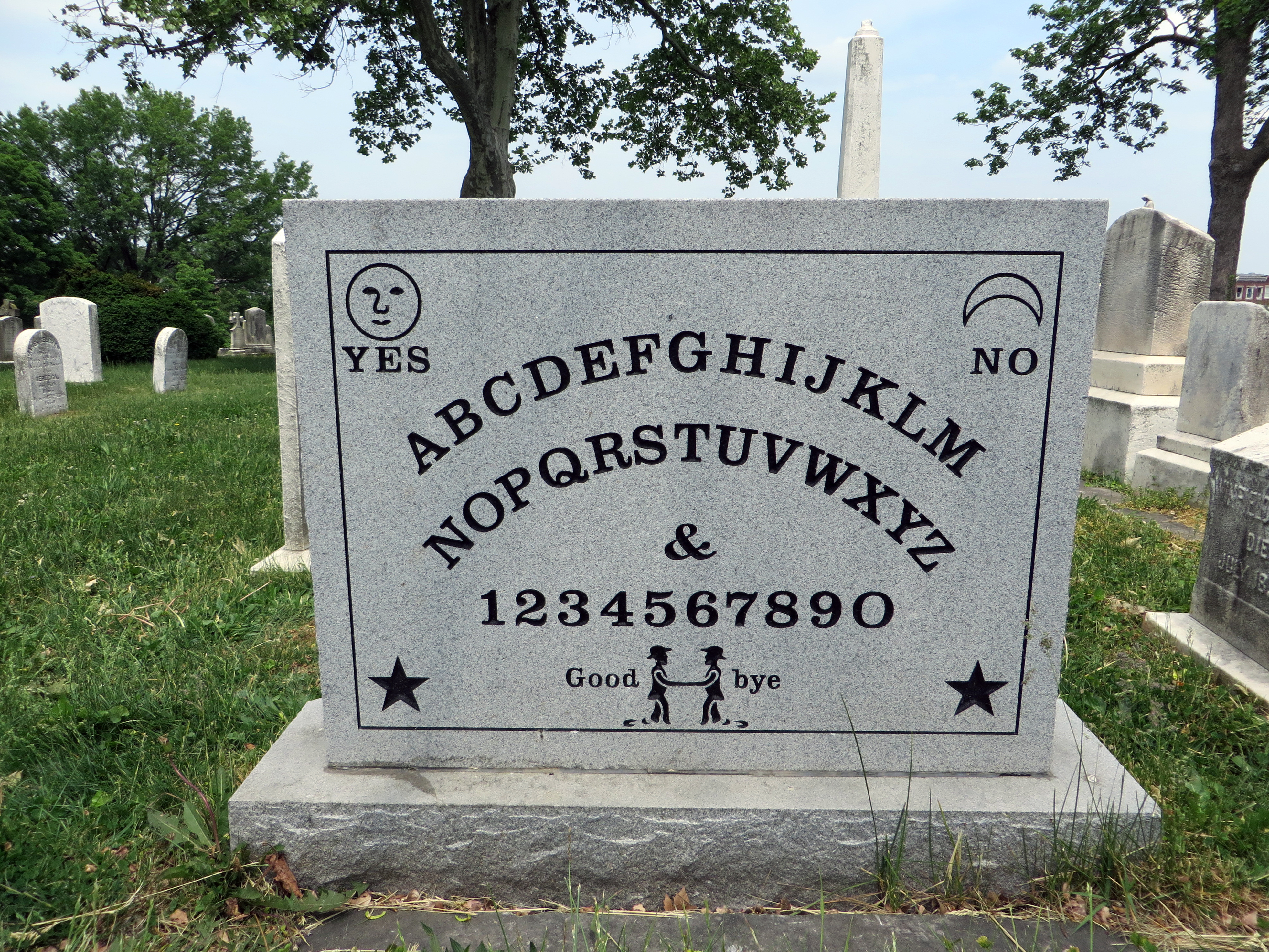
La parte posterior de la lápida de Elijah Bond.

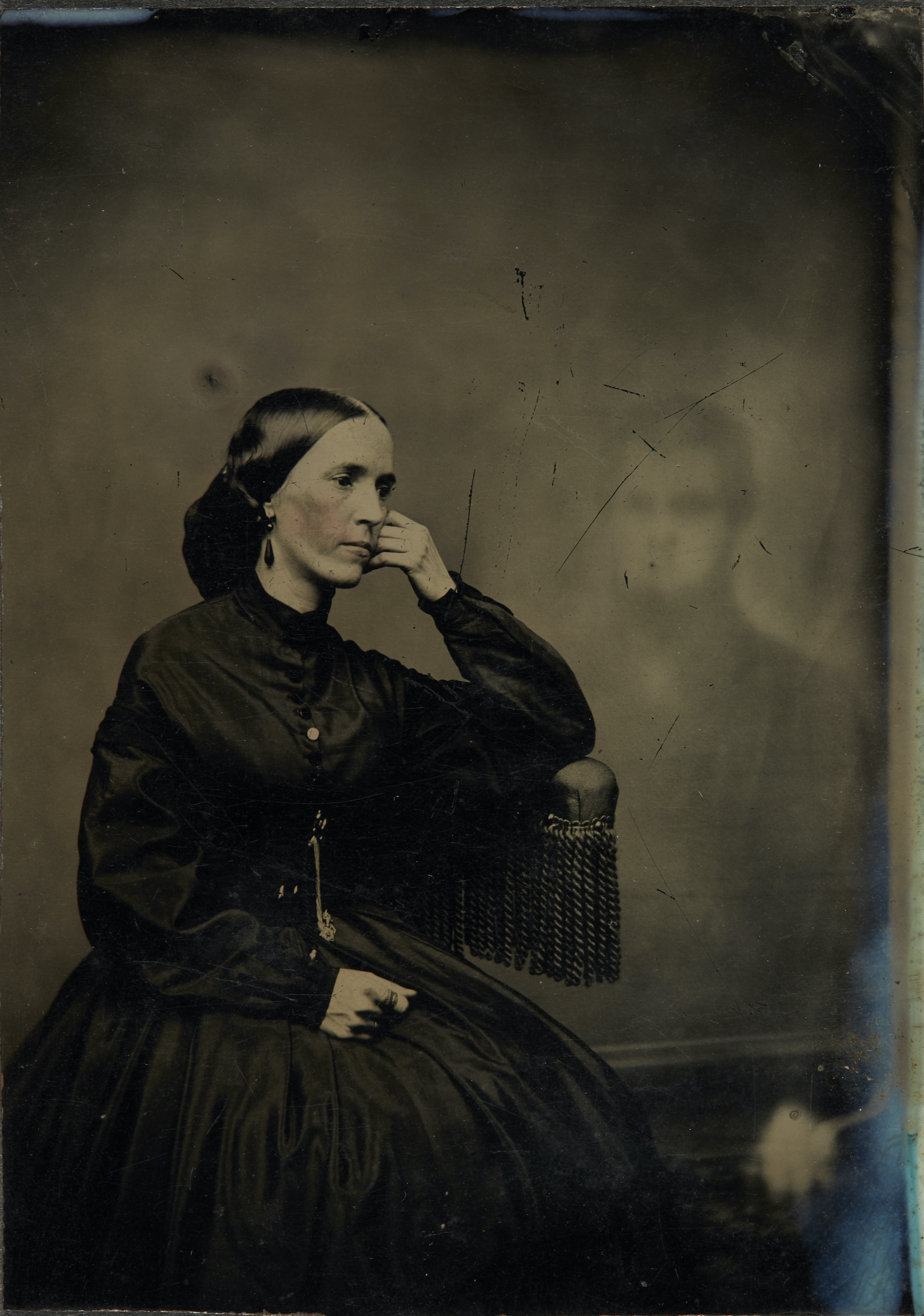
"Fotografía espiritual" de una mujer y un fantasma (1865).

La postura católica oficial es que, más allá de los efectos peligrosos de esta y otras prácticas (espiritismo, adivinación, hechicería), las mismas son contrarias al respeto que se debe tener a Dios porque «encierran una voluntad de poder sobre el tiempo, la historia y, finalmente, los hombres, a la vez que un deseo de granjearse la protección de poderes ocultos» (Catecismo de la Iglesia Católica, n. 2.116).
El exorcista José Antonio Fortea, en su libro "Summa Daemoniaca", afirma que en la mayor parte de los casos de posesión demoníaca se producen tras participar en ritos esotéricos como la ouija, espiritismo,  macumba, vudú, etc.
Catholic Answers, una organización de apologética católica, declaró que "la ouija dista mucho de ser inofensiva, ya que es una forma de adivinación (búsqueda de información de fuentes sobrenaturales)".
Los obispos católicos de Micronesia pidieron la prohibición de las tabletas como medio de comunicación con los demonios.
En una carta pastoral, las Iglesias Reformadas Holandesas animaron a sus comulgantes a evitar las ouijas por ser una práctica "relacionada con el ocultismo".
El Sínodo Evangélico Luterano de Wisconsin también ha prohibido a sus creyentes el uso de tablas ouija, ya que supone una violación de los Diez Mandamientos.

#### Judaísmo
Los judíos creen que el contacto con el espíritu de una persona muerta, si fuera posible, interferiría en su relación con Dios. El uso de la güija, por tanto, es considerado un asunto seriamente negativo (aunque fuera por el intento de hacerlo).